# Pljevlja
Pljevlja (kyrillisch Пљевља) ist eine Stadt im Norden Montenegros und Verwaltungssitz der gleichnamigen Gemeinde (Opština) Pljevlja.
Pljevlja zählt zur Region Sandžak und ist aufgrund des Rohstoffreichtums der Region eines der wichtigsten industriellen Zentren des Landes. Daneben gibt es wichtige touristische Ziele wie beispielsweise die Tara-Schlucht. Fünf Kilometer nordöstlich der Stadt verläuft die serbische Grenze.

## Geografie

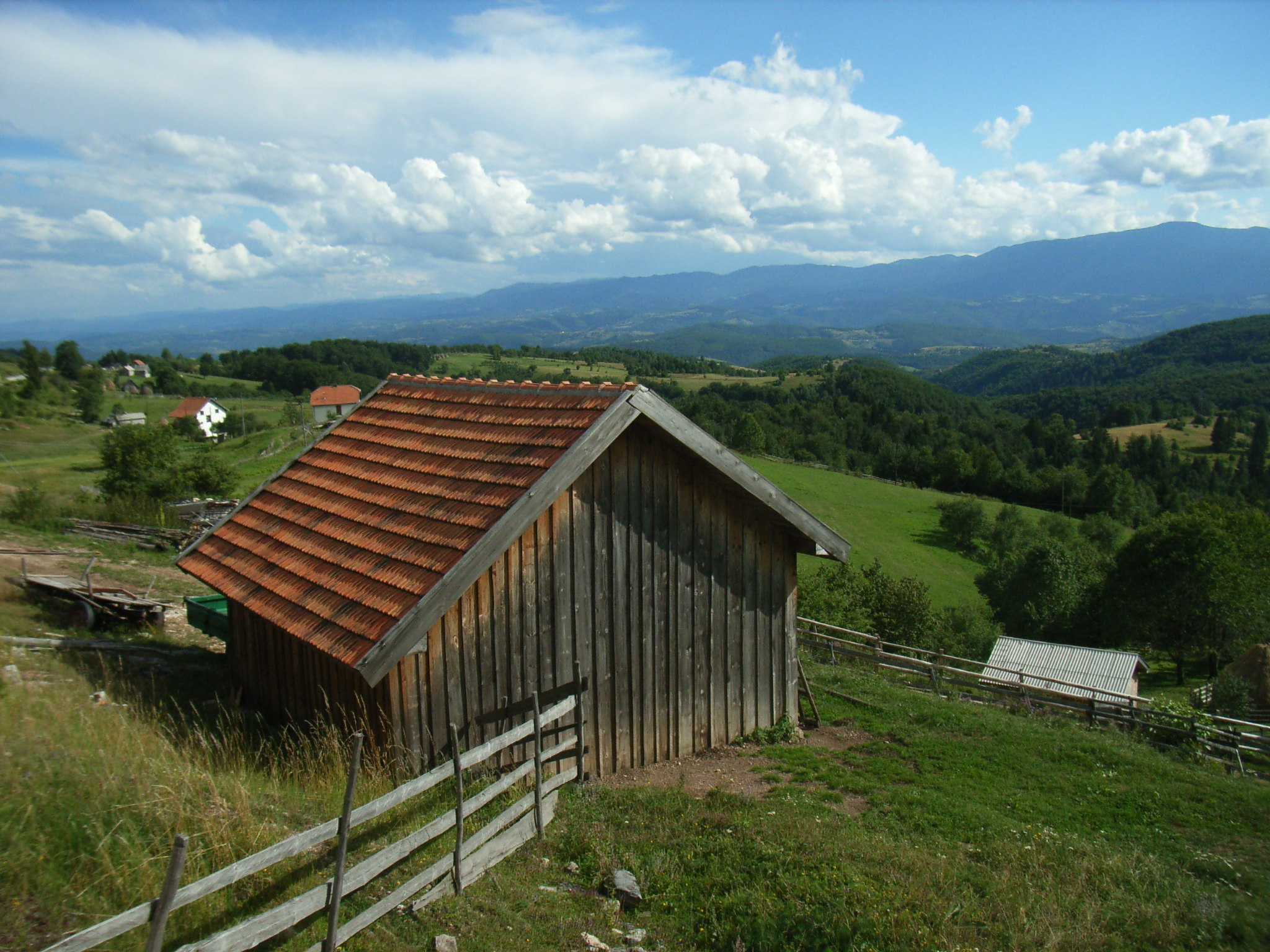
Landschaft bei Pljevlja

Pljevlja liegt im äußersten Norden Montenegros. Die Gemeinde grenzt im Norden an Serbien und im Westen an Bosnien und Herzegowina.
Die Gemeinde liegt im südlichen Teil der Dinariden, die hier durch die Gebirgszüge Kovač, Lisac und Ljubišnja gebildet werden. Hier befindet sich auch der höchste Punkt der Gemeinde mit einer Höhe von 2238 Metern über dem Meer. Die Berge sind teilweise bewaldet, teilweise weisen sie aber auch deutliche Karstmerkmale auf.
Durch die Gemeinde wie auch die Stadt Pljevlja, die in einem kesselartigen Tal auf einer Höhe von etwa 770 Metern liegt, fließt von Südost nach Nordwest der Fluss Ćeotina (auch Ćehotina geschrieben), ein Nebenfluss der Drina. Die Tara, ein weiterer Drina-Nebenfluss bildet mit einer bis zu 1300 Meter tiefen Schlucht die Südwestgrenze der Gemeinde. Der Ort des Auftreffens der Tara auf die bosnische Grenze markiert mit einer Höhe von 520 Metern auch den tiefsten Punkt der Gemeinde.
Mitten durch das Stadtzentrum fließt das Flüsschen Breznica.

## Bevölkerung

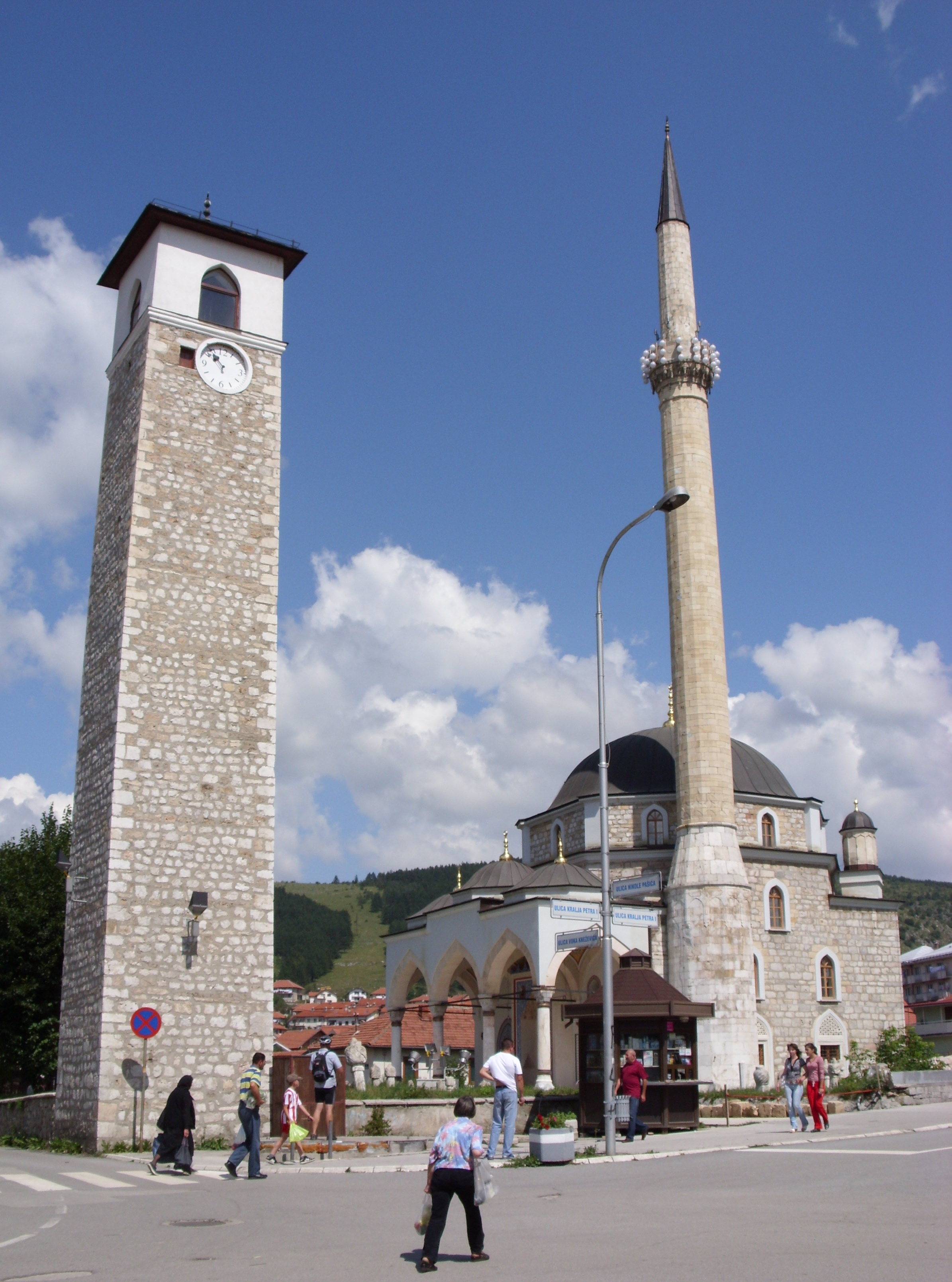
Die Hussein-Pascha-Moschee sowie der Uhrturm im Zentrum von Pljevlja

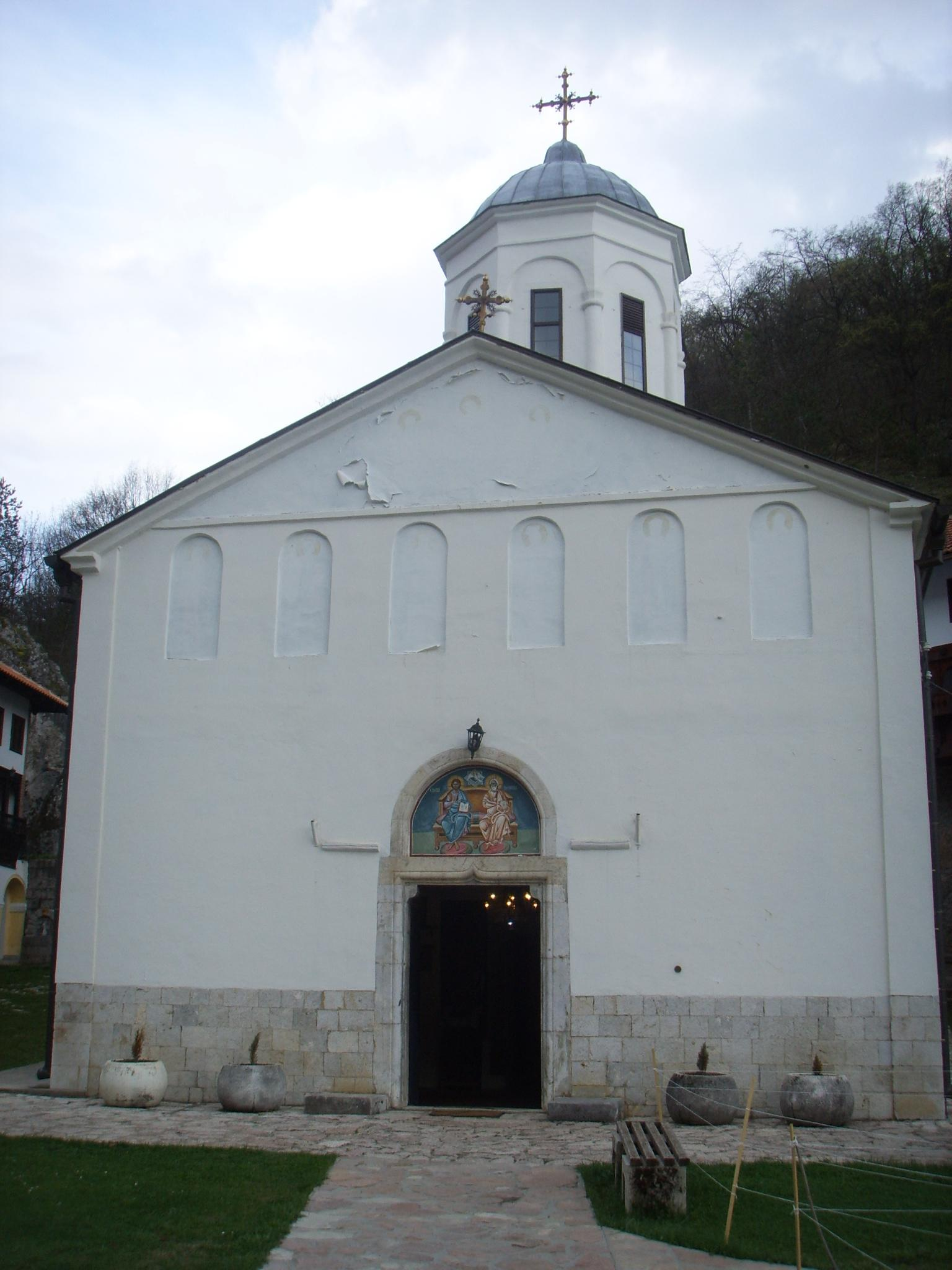
Kloster der Heiligen Dreieinigkeit

In der Gemeinde leben 30.786 Einwohner (Stand: Volkszählung 2011), die Stadt Pljevlja selbst hat 21.337 Einwohner und ist die drittgrößte Stadt des Landes. Zur Gemeinde gehören 159 Siedlungen, von denen außer der Stadt Pljevlja keine mehr als 1000 Einwohner hat.
Gemäß der Volkszählung von 1991 stellten die Bevölkerung in Pljevlja:
- 55,35 % Serben
- 24,23 % Montenegriner
- 17,59 % Muslime im Sinne der Nationalität.

Die Volkszählung 2011 ergab:
- 57,07 % Serben
- 24,34 % Montenegriner
- 6,91 % Bosniaken
- 5,65 % Muslime im Sinne der Nationalität.

## Geschichte
Erste Besiedlungen auf dem Gemeindegebiet gab es bereits zum Ende der letzten Eiszeit vor etwa 10.000 Jahren. Davon zeugen unter anderem die Funde in der Mališina-Höhle nahe der Stadt Pljevlja. Weitere Funde früher Besiedlung aus der Steinzeit gibt es Medena Stijena. Im letzten vorchristlichen Jahrtausend lebten hier illyrische Stämme, bevor die Gegend zu Zeiten des Kaisers Augustus von den Römern erobert wurde. Diese bauten auf den Ruinen einer illyrischen Siedlung im heutigen Vorort von Pljevlja Komini eine Siedlung unbekannten Namens. Sie wurde von den Archäologen Municipium S genannt, weil auf einem Inschriftenfragment nur der Anfangsbuchstabe des Ortsnamens lesbar war. Diese Stadt war nach Doclea (dem heutigen Bar) die zweitgrößte auf dem Gebiet des heutigen Montenegro mit einer hochentwickelten Kultur. In den Ruinen der Siedlung wurden Schmuck, Terrakotta-Gegenstände sowie Glasvasen gefunden, unter ihnen die als besonders wertvoll erachtete Glasvase Diatreta.
Im 6. Jahrhundert erfolgte die Besiedlung des Gebiets durch Slawen, die einen Ort mit dem Namen Breznik (oder auch Breznica) errichteten, der 822 erstmals erwähnt wurde. Durch seine Lage an den Handelsrouten von Dubrovnik, Triest und Kotor nach Konstantinopel, Belgrad und Sarajevo blühte der Ort rasch auf und wurde zu einem wichtigen Handelszentrum im frühen serbischen Fürstentum Raška. Im 14. Jahrhundert taucht erstmals neben Breznik auch die Bezeichnung Pljevlja für den Ort auf. Der Ort wurde von verschiedenen serbischen, bosnischen und herzegowinischen Königen und Fürsten beherrscht, bevor er 1462 zum Osmanischen Reich kam. Die Osmanen benannten den Ort in Taslidža um und bauten ihn zu einer so genannten Kasaba aus, einer Stadt ohne Festung. Im Jahr 1465 begann der Bau des Klosters der Heiligen Dreieinigkeit im Norden sowie 1569 der der Hussein-Pascha-Moschee im Zentrum der Stadt. 1572 wurde der Sitz des herzegowinischen Sandschaks nach Taslidža verlegt. Zu dieser Zeit erhielt die Stadt auch ihr erstes Abwassersystem. Die Zahl der Häuser stieg von 72 im Jahr 1468 auf rund 300 im Jahr 1570. Im 17. Jahrhundert wurde die erste islamische Schule, Medresa, errichtet. Anfang des 19. Jahrhunderts war Taslidža mit 800 Häusern und etwa 7000 Einwohnern nach Mostar die zweitgrößte Stadt des herzegowinischen Sandschaks. Allerdings führten zwei große Feuer in dieser Zeit zu großen Zerstörungen, so dass 1833 der Sitz des Sandschaks nach Mostar verlegt wurde. Dies führte zu einer Stagnation in der wirtschaftlichen und kulturellen Entwicklung der Stadt.

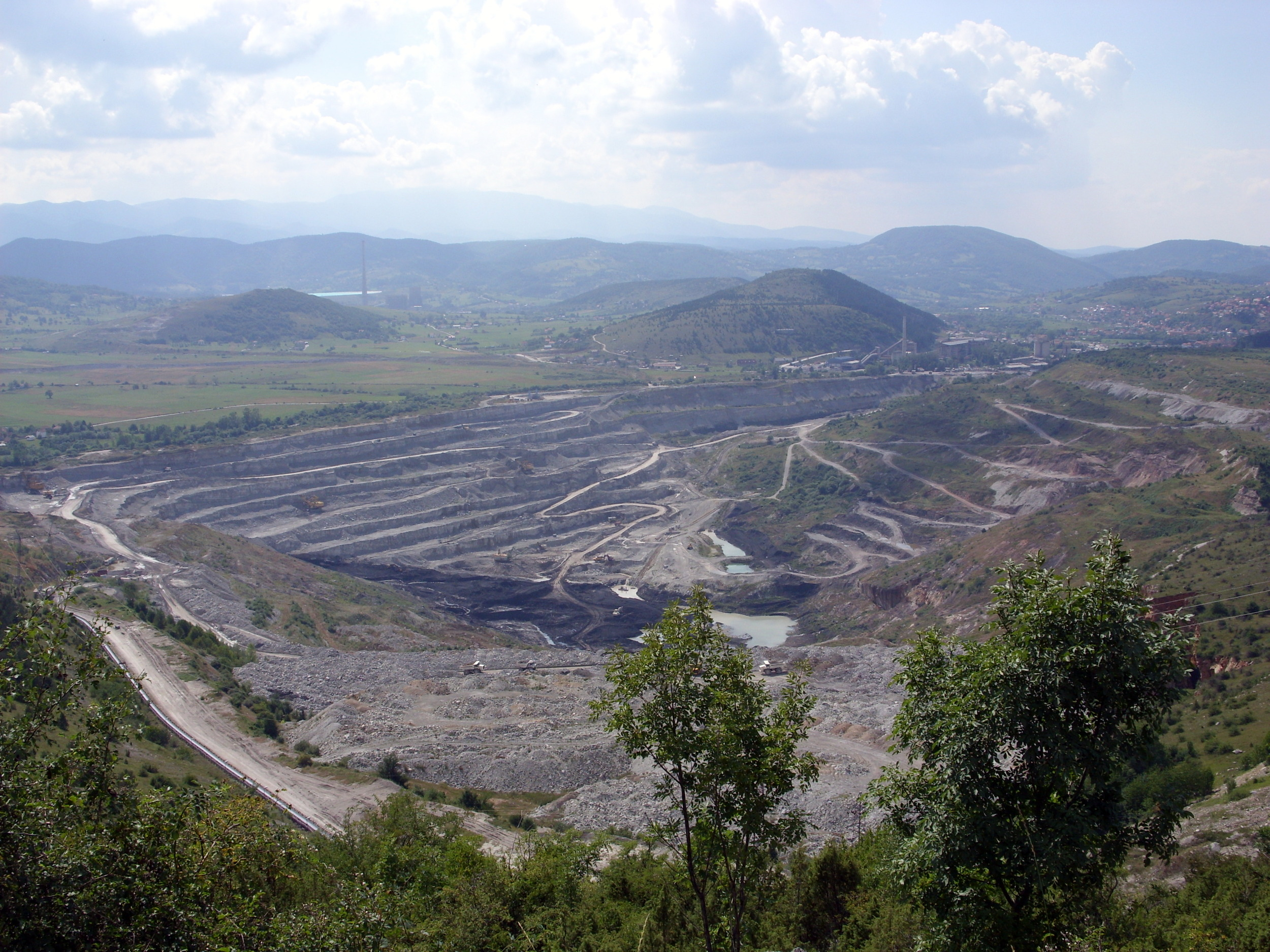
Braunkohletagebau bei Pljevlja

1878 kam Pljevlja mit dem Sandschak von Novipazar unter österreichische Verwaltung, während das Gebiet formell noch zum Osmanischen Reich gehörte. Pljevlja wurde 1880 Sitz eines neu gebildeten gleichnamigen Sandschaks (Sandschak Pljevlja, 1880–1913). Als Grenzstadt wurde Pljevlja Garnisons mit über 5000 Soldaten und deren Familien. Dies führte zu einer Transformation von einer orientalisch geprägten in eine westliche Stadt. 1880 erhielt die Stadt ihr erstes Krankenhaus und 1889 die erste Brauerei. 1908 zogen die Österreicher wieder ab.
Im Ersten Balkankrieg zogen 1912 am gleichen Tag serbische und montenegrinische Truppen in die Stadt ein und beendeten damit endgültig die osmanische Herrschaft. Die Stadt wurde Teil des Königreichs Montenegro, das nach Ende des Ersten Weltkriegs im Königreich der Serben, Kroaten und Slowenen aufging. Hier wurde es Teil der neu gebildeten Banschaft Zeta. Nach Ende des Zweiten Weltkriegs kam die Stadt dann zur Teilrepublik Montenegro, innerhalb des sozialistischen Jugoslawien. Insbesondere in den 1960er- und 1970er-Jahren erfolgte auf Grund der Braunkohlenfunde in der Umgebung eine schnelle Entwicklung zu einer modernen Industriestadt.

## Wirtschaft

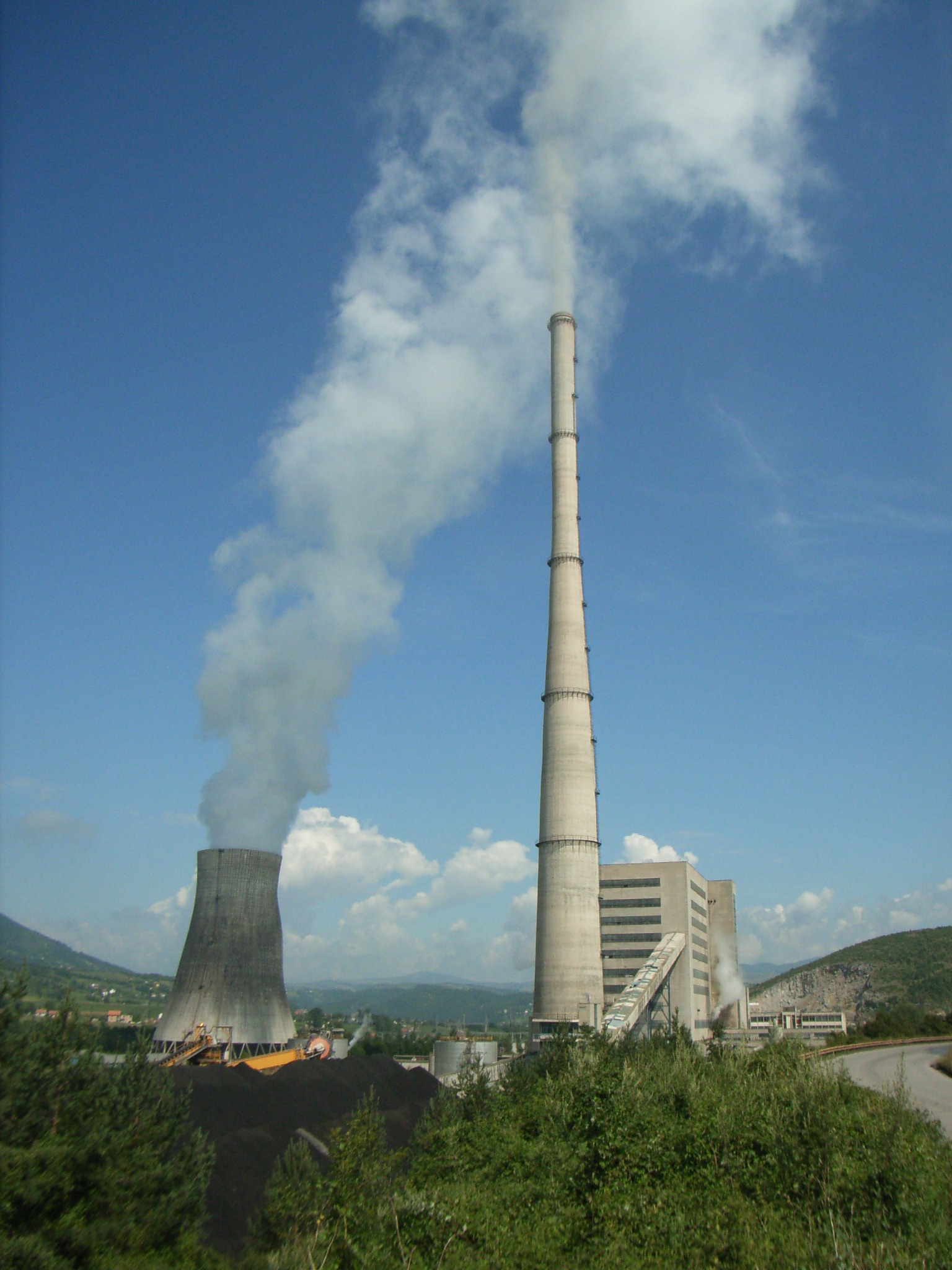
Kraftwerk Pljevlja

Pljevlja ist eines der wenigen industriellen Zentren Montenegros. Etwa fünf Kilometer südwestlich der Stadt befindet sich das einzige Wärmekraftwerk („Termoelektrana Pljevlja“) des Landes, das von einem nahe gelegenen Tagebau mit Braunkohle versorgt wird. Mit einer Leistung von 210 Megawatt liefert es etwa 45 % der im Land benötigten elektrischen Energie. Daneben gibt es das Bergwerk Šuplja stijena, in dem Zink und Blei gefördert werden. Außerdem gibt es auf Grund des Waldreichtums der Gemeinde eine vielfältige holzverarbeitende Industrie.

## Verkehr
In Pljevlja kreuzen sich die Straßen von Mojkovac, Prijepolje (Serbien) sowie Goražde und Višegrad (beide in Bosnien und Herzegowina). Der nächste Bahnhof befindet sich im etwa 40 Kilometer entfernten serbischen Prijepolje an der Bahnstrecke Belgrad–Bar.

## Persönlichkeiten
- Varnava Rosić (1880–1937), Patriarch der Serbisch-Orthodoxen Kirche
- Karl Pauspertl (1897–1963), österreichischer Kapellmeister und Komponist
- Bogdan Tanjević (* 1947), montenegrinischer Basketballtrainer
- Predrag Peruničić (* 1967), Handballspieler
- Aleksandra Despotović (* 1969), Agrarökonomin, Hochschullehrerin und Politikerin
- Darko Šarić (* 1969), mutmaßlicher Drogenhändler
- Nenad Peruničić (* 1971), montenegrinisch-deutscher Handballspieler
- Danijel Živković (* 1987), Jurist und Politiker
- Eldar Salihović (* 1999), Skirennläufer
- Radojica Čepić (* 2002), Handballspieler